# Ellen Mosley-Thompson
Ellen S. Mosley-Thompson (* 1952 in Charleston, West Virginia, als Ellen Mosley) ist eine US-amerikanische Geographin, Glaziologin und Klimaforscherin.

## Leben
Ellen Mosley-Thompson studierte Physik an der Marshall University in Huntington mit dem Bachelor-Abschluss 1970 und Geographie an der Ohio State University mit dem Master-Abschluss 1975 und der Promotion 1979 mit einer Dissertation in Klimatologie. Sie ist dort seit 1973 am Institute of Polar Studies (ab 1988 Byrd Polar Research Center). 1990 wurde sie Associate Professor und 1995 Professor. 2009 bis 2017 war sie Direktor des Byrd Polar and Climate Research Center und war ab 2010 Distinguished University Professor.
Sie analysierte seit 1974 Eisbohrkerne aus der Antarktis, wobei sie schon damals mit ihrem Ehemann Lonnie G. Thompson zusammenarbeitete, und war zu Feldforschungen auf der Siple-Station, auf der Amundsen-Scott-Südpolstation und auf der Plateau-Station. Sie leitete neun Expeditionen in die Antarktis und sechs nach Grönland zur Gewinnung von Eisbohrkernen für die Rekonstruktion der Klimageschichte. 2010 leitete sie das Team für das Eisbohrkernprojekt (448 m bis zum Felsgrund) auf dem Bruce-Plateau im westantarktischen Grahamland, der US-amerikanische Beitrag zum Internationalen Polarjahr.
2008 erhielt sie mit Lonnie G. Thompson den Dan-David-Preis und 2012 die Benjamin Franklin Medal des Franklin Institute. Für 2021 wurde sie gemeinsam mit ihrem Mann Lonnie G. Thompson mit dem BBVA Foundation Frontiers of Knowledge Award in der Kategorie „Klimawandel“ ausgezeichnet.
Sie ist Mitglied der National Academy of Sciences (2009), der American Academy of Arts and Sciences (2011), der American Philosophical Society und der American Association for the Advancement of Science und Fellow der American Geophysical Union. Sie ist Ehrendoktor der Colgate University und der University of Pennsylvania.
Nach ihr sind die Mosley-Thompson Cirques benannt, Bergkessel im ostantarktischen Viktorialand.